# Olympische Winterspiele 1968/Teilnehmer (Südkorea)
| Gelbes Symbol für Goldmedaillen mit stilisierten Olympischen Ringen | Graues Symbol für Silbermedaillen mit stilisierten Olympischen Ringen | Braundes Symbol für Bronzemedaillen mit stilisierten Olympischen Ringen |
| ------------------------------------------------------------------- | --------------------------------------------------------------------- | ----------------------------------------------------------------------- |
| —                                                                   | —                                                                     | —                                                                       |

Südkorea nahm an den X. Olympischen Winterspielen 1968 im französischen Grenoble mit einer Delegation von acht Athleten in vier Disziplinen teil, davon fünf Männer und drei Frauen. Ein Medaillengewinn gelang keinem der Athleten.

## Teilnehmer nach Sportarten

### Eiskunstlauf
Männer
- Lee Kwang-young
28. Platz (1360,3)

Frauen
- Kim Hae-kyung
31. Platz (1336,2)

- Lee Hyun-joo
30. Platz (1359,9)

### Eisschnelllauf
Männer
- Lee Ik-hwan
1500 m: 51. Platz (2:17,5 min)
5000 m: 38. Platz (8:28,2 min)

Frauen
- Kim Kui-chin
1500 m: 27. Platz (2:36,7 min)
3000 m: 22. Platz (5:29,5 min)

### Ski Alpin
Männer
- Uoe Jae-sik
Riesenslalom: 88. Platz (5:06,98 min)
Slalom: im Vorlauf ausgeschieden

### Skilanglauf
Männer
- Kim Choon-kie
15 km: 66. Platz (1:00:04,8 h)
30 km: 63. Platz (2:11:51,3 h)
50 km: nicht angetreten

- Yoon Chong-ihm
15 km: 62. Platz (58:28,2 min)
30 km: Rennen nicht beendet
50 km: 47. Platz (3:27:22,5 h)